# تشيك هيرن
تشيك هيرن (بالإنجليزية: Chick Hearn) هو صحفي ومعلق رياضي أمريكي، ولد في 27 نوفمبر 1916 في أورورا في الولايات المتحدة، وتوفي في 5 أغسطس 2002 في Northridge, Los Angeles ‏ في الولايات المتحدة.

## وصلات خارجية
- تشيك هيرن على موقع IMDb (الإنجليزية)
- تشيك هيرن على موقع ميوزك برينز (الإنجليزية)
- تشيك هيرن على موقع إن إن دي بي (الإنجليزية)
- تشيك هيرن على موقع ديسكوغز (الإنجليزية)
- تشيك هيرن على موقع قاعدة بيانات الفيلم (الإنجليزية)